# Adelheid Winking-Nikolay
Adelheid Winking-Nikolay  (gebürtig Adelheid Nikolay, auch Adelheid Brüchmann-Nikolay; * 13. August 1944 in Naumburg (Saale)) ist eine deutsche Biologin und Politikerin (Bündnis 90/Die Grünen).

## Leben
Adelheid Winking-Nikolay studierte Biologie und wurde 1972 an der Eberhard Karls Universität Tübingen mit der Dissertation Untersuchungen zur Bio-Akustik des Waldmistkäfers, Geotrupes stercorosus Scriba promoviert. Im selben Jahr trat sie der SPD bei. Sie lehrte in der Erwachsenenbildung beim Bundesgrenzschutz, an der Volkshochschule Lübeck und am Abendgymnasium Lübeck. 1992 wechselte sie zu den Grünen. Sie war Kreistagsabgeordnete im Kreis Herzogtum Lauenburg und in dieser Funktion ab März 1994 stellvertretende Fraktionsvorsitzende der Grünen.
Bei der Wahl am 24. März 1996 zog sie über die Landesliste von Bündnis 90/Die Grünen in den Landtag Schleswig-Holsteins ein. Sie war gesundheitspolitische Sprecherin ihrer Fraktion. Bis März 1999 war sie Mitglied des Eingabenausschusses, des Umweltausschusses sowie stellvertretendes Mitglied des Agrarausschusses. Der Enquête-Kommission „Chancen und Risiken der Gentechnologie“ gehörte sie von März 1997 bis März 1999 an.
Ab 29. März 1999 war sie fraktionslos und verließ die Partei Die Grünen. Im September 1999 nahm sie an einem Treffen ehemaliger Parteimitglieder in Lübeck teil, positionierte sich „links von den Grünen“ und erklärte, ihre ehemalige Partei würge unbequeme Mitglieder ab.
Mit Ablauf der Legislaturperiode 2000 schied sie aus dem Landtag aus.
Sie ist unter anderem Mitglied des Vereins Evangelisches Studienwerk Villigst, des BUND und war Mitglied im „Gesamtbündnis Keine Ostseeautobahn“.
Adelheid Winking-Nikolay hat vier Kinder.